# Elvan Abeylegesseová
Elvan Abeylegesse (rozená Hewan Abeye (amharsky), později Elvan Can (turecky), * 11. září 1982, Addis Abeba) je původem etiopská atletka, která od července roku 1999 reprezentuje Turecko. Její specializací je běh na středních a dlouhých tratích.

## Kariéra
První výrazný úspěch zaznamenala v roce 1999 v lotyšské Rize na ME juniorů, kde získala stříbro v běhu na 5000 metrů. O rok později na juniorském mistrovství světa v chilském Santiagu doběhla ve finále dvakrát na 6. místě (3000 m, 5000 m). V roce 2001 se stala v italském Grossetu dvojnásobnou juniorskou mistryní Evropy (3000 m, 5000 m). V témže roce vybojovala na Středomořských hrách v Tunisu bronz v běhu na 10 000 metrů. V roce 2003 získala v Bydhošti titul mistryně Evropy (5000 m).
11. června 2004 v norském Bergenu vytvořila na mítinku Zlaté ligy časem 14:24,68 nový světový rekord v běhu na 5000 metrů. Na letních olympijských hrách v Athénách však medaili nezískala, když na pětce doběhla na 12. místě v čase 15:12,64 a osmá skončila ve finále běhu na 1500 metrů. V roce 2006 vybojovala na evropském šampionátu v Göteborgu bronzovou medaili (5000 m) a o rok později na MS v atletice v japonské Ósace získala na dvojnásobné trati stříbro.
15. srpna 2008 na letních olympijských hrách v Pekingu vybojovala stříbrnou medaili v běhu na 10 000 metrů, když trať zaběhla v novém evropském rekordu, jehož hodnota je 29:56,34. Zároveň se jedná o čtvrtý nejrychlejší čas v historii na této trati pod širým nebem. Rychleji běžely jen Etiopanky Tiruneš Dibabaová a Meselech Melkamuová a světový rekord drží od roku 1993 Číňanka Wang Ťün-sia. 22. srpna poté získala stříbro také na pětikilometrové trati, kde rovněž v cíli nestačila jen na Etiopanku Dibabaovou.
V roce 2010 se stala v Barceloně mistryní Evropy v běhu na 10 000 metrů a vicemistryní Evropy na poloviční trati, když podlehla o více než dvě sekundy své krajance Alemitu Bekeleové.
V roce 2015 kvůli pozitivním dopingovým testům z roku 2007 jí byly zrušeny dosažené úspěchy z let 2007-2009.
Tento postih potvrdila IAAF v roce 2017, zrušeny byly výsledky za období 25. 8. 2007 - 25. 8. 2009.